# Atypophthalmus polypogon
Atypophthalmus polypogon är en tvåvingeart som först beskrevs av Alexander 1970.  Atypophthalmus polypogon ingår i släktet Atypophthalmus och familjen småharkrankar.
Artens utbredningsområde är Tanzania. Inga underarter finns listade i Catalogue of Life.